# Dionizy (Konstantinow)
Dionizy, imię świeckie Dmitrij Aleksiejewicz Konstantinow (ur. 7 lipca 1960 w Ceadîr-Lunga) – biskup Ukraińskiego Kościoła Prawosławnego Patriarchatu Moskiewskiego.

## Życiorys
Absolwent seminarium duchownego w Odessie i Kijowskiej Akademii Duchownej. Święcenia diakońskie przyjął w 1995, zaś kapłańskie – w 1996. Był już wtedy mnichem; śluby wieczyste złożył rok wcześniej, przyjmując imię zakonne Dionizy na cześć św. Dionizego Pieczerskiego. W tym samym roku został wyznaczony na kierownika kancelarii metropolii kijowskiej. W 2000 otrzymał godność archimandryty. W 2003 został zwolniony z pracy w kancelarii. Zamieszkał w ławrze Peczerskiej i został mianowany zastępcą przewodniczącego Synodalnego Wydziału Ukraińskiego Kościoła Prawosławnego ds. Monasterów.
14 czerwca 2011 Synod Ukraińskiego Kościoła Prawosławnego wyznaczył go na biskupa szepetowskiego i sławuckiego. Jego chirotonia biskupia odbyła się w cerkwi refektarzowej ławry Peczerskiej, z udziałem konsekratorów: metropolitów kijowskiego i całej Ukrainy Włodzimierza, chmielnickiego Antoniego, arcybiskupów białocerkiewskiego i bogusławskiego Mitrofana, perejasławsko-chmielnickiego i wiszniewskiego Aleksandra, winnickiego i mohylewsko-podolskiego Symeona, krzyworoskiego i nikopolskiego Efrema, chersońskiego i taurydzkiego Jana, boryspolskiego Antoniego, biskupów nieżyńskiego i priłuckiego Ireneusza, włodzimiersko-wołyńskiego Włodzimierza, makarowskiego Hilarego, iwano-frankiwskiego i kołomyjskiego Pantelejmona, aleksandryjskiego i swietłowodskiego Antoniego, wasylkowskiego Pantelejmona oraz konotopskiego i głuchowskiego Józefa.
W 2014 odszedł z urzędu na własną prośbę i przeszedł w stan spoczynku.